# Viva Villa!
Viva Villa! (bra Viva Villa!) é um filme estadunidense de 1934, do gênero faroeste biográfico, dirigido por Jack Conway, Howard Hawks e William A. Wellman, com roteiro baseado no livro homônimo de Edgecumb Pinchon e O. B. Stade.

## Produção
Um dos grandes sucessos do ano e um dos maiores sucessos da MGM, Viva Villa! começou a ser filmado no México por Howard Hawks. Entretanto, um incidente internacional teve importantes consequências: Lee Tracy, escalado para o importante papel de Johnny Sykes, aproximou-se bêbado da sacada do hotel onde estava hospedado e urinou em um desfile militar que se desenrolava ali embaixo. Com isso, o ator foi imediatamente despedido e o acordo entre a produção e o governo mexicano, cancelado. Toda a equipe voltou para os EUA, onde a película foi terminada sob a batuta de Jack Conway, e todas as cenas com Tracy foram refeitas, agora com Stuart Erwin. No final, Hawks, que não quis testemunhar contra o ator, não recebeu nenhum crédito pelo seu trabalho na direção.
Viva Villa! contém um grau de violência incomum para a época e um caldeirão de entusiasmo e arrojo pouco visto nos outros faroestes do estúdio. O filme proporciona a Wallace Beery, exuberante como o general Pancho Villa, uma das melhores atuações de sua carreira. Para Ken Wlaschin, este é também um dos dez melhores momentos de Fay Wray, que interpreta a relutante companheira do revolucionário mexicano.
O roteiro de Ben Hecht, livremente adaptado do livro de Edgecumb Pinchon e O. B. Stade, apesar de fantasiar fatos e lendas da vida de Villa, foi indicado ao Oscar da categoria. Ao todo, o filme recebeu quatro indicações, inclusive a de Melhor Filme, tendo levado a estatueta de Melhor Diretor Assistente. O filme ganhou vários outros prêmios, inclusive no Festival de Veneza.
Segundo uma lenda, algumas cenas de Que Viva México!, o projeto inacabado de Sergei Eisenstein, teriam sido aproveitadas no filme.

## Sinopse
Após liquidar um dos responsáveis pela morte do pai, o jovem Pancho foge para as montanhas, onde forma um bando de assaltantes. Em 1910, odiado pelas elites e adorado pelos pobres, Pancho trava amizade com o repórter norte-americano Johnny Sykes, que o torna conhecido no mundo todo. Em seguida, alia-se a Francisco Madero, o chefe dos peões que se revoltam contra o presidente Porfirio Diaz, no que ficou conhecido como Revolução Mexicana. Com a vitória, Madero assume o governo e se livra de Villa, mas é morto pelo General Pascal. Com isso, Villa retorna nos braços do povo para lutar contra o novo tirano.

## Premiações
| Patrocinador       | Prêmio                                            | Categoria                                                                                          | Situação                                                                            |
| ------------------ | ------------------------------------------------- | -------------------------------------------------------------------------------------------------- | ----------------------------------------------------------------------------------- |
| Academia           | Oscar                                             | Melhor Filme Melhor Diretor Assistente (John Waters) Melhor Roteiro Adaptado Melhor Mixagem de Som | Indicado Vencedor Indicado                                                          |
| Festival de Veneza | Coppa Mussolini Coppa Volpi Recomendação Especial | Melhor Filme Melhor Ator (Wallace Beery) Jack Conway                                               | Indicado[carece de fontes?] Vencedor[carece de fontes?] Vencedor[carece de fontes?] |

- National Board of Review: Dez Melhores Filmes de 1934[carece de fontes?]
- Film Daily: Dez Melhores Filmes de 1934[carece de fontes?]

## Elenco
| Ator/Atriz              | Personagem             |
| ----------------------- | ---------------------- |
| Wallace Beery           | Pancho Villa           |
| Leo Carrillo            | Sierra                 |
| Fay Wray                | Teresa                 |
| Donald Cook             | Don Felipe de Castillo |
| Stuart Erwin            | Johnny Sykes           |
| Henry B. Walthall       | Francisco Madero       |
| Joseph Schildkraut      | General Pascal         |
| Katherine DeMille       | Rosita Morales         |
| George E. Stone         | Emílio Chavito         |
| Francis X. Bushman, Jr. | Wallace Calloway       |